# Infekce močových cest
Infekce močových cest (IMC) je bakteriální infekce, která postihuje část močových cest. Při zasažení dolních močových cest je známá jako prostá cystitida (zánět močového měchýře), pokud postihne horní močové cesty, hovoří se o ní jako o pyelonefritidě (zánětu ledvin). Mezi symptomy infekce dolních močových cest patří bolestivé močení a buď časté močení nebo nutkání k močení (či obojí), zatímco k symptomům pyelonefritidy řadíme společně se symptomy infekce dolních močových cest horečku a bolesti v boku. U starších a velmi mladých osob mohou být symptomy vágní či neurčité. Hlavním příčinným činitelem obou typů infekce je bakterie Escherichia coli, ačkoli příčinou mohou být vzácně i jiné bakterie, viry nebo plísně.
K infekcím močových cest dochází běžněji u žen než u mužů, přičemž alespoň jednu infekci v životě prodělá polovina žen. Recidivy jsou běžné. Mezi rizikové faktory patří ženská anatomie, pohlavní styk a rodinná anamnéza. K případné pyelonefritidě obvykle dochází po zánětu močového měchýře, rozvinout se však může i v důsledku nákaz přenášených krví. Diagnózu u mladých zdravých žen lze určit na základě samotných symptomů. U osob s vágními symptomy může být diagnóza obtížná, protože bakterie mohou být přítomny, aniž by se jednalo o infekci. V komplikovaných případech nebo při neúspěšné léčbě může být vhodný rozbor moči. Osobám s častými infekcemi lze jako preventivní opatření podávat nízké dávky antibiotik.
V nekomplikovaných případech lze infekce močových cest snadno léčit krátkodobým podáváním antibiotik, ačkoli rezistence na mnoho antibiotik používaných k léčbě tohoto onemocnění se zvyšuje. V komplikovaných případech může být zapotřebí delší podávání antibiotik nebo jejich nitrožilní aplikace, a pokud se symptomy do dvou či tří dnů nezlepší, je zapotřebí provést další diagnostické testy. U žen je infekce močových cest nejběžnější formou bakteriální infekce - každý rok ji prodělá 10 % z nich.

## Příznaky a symptomy

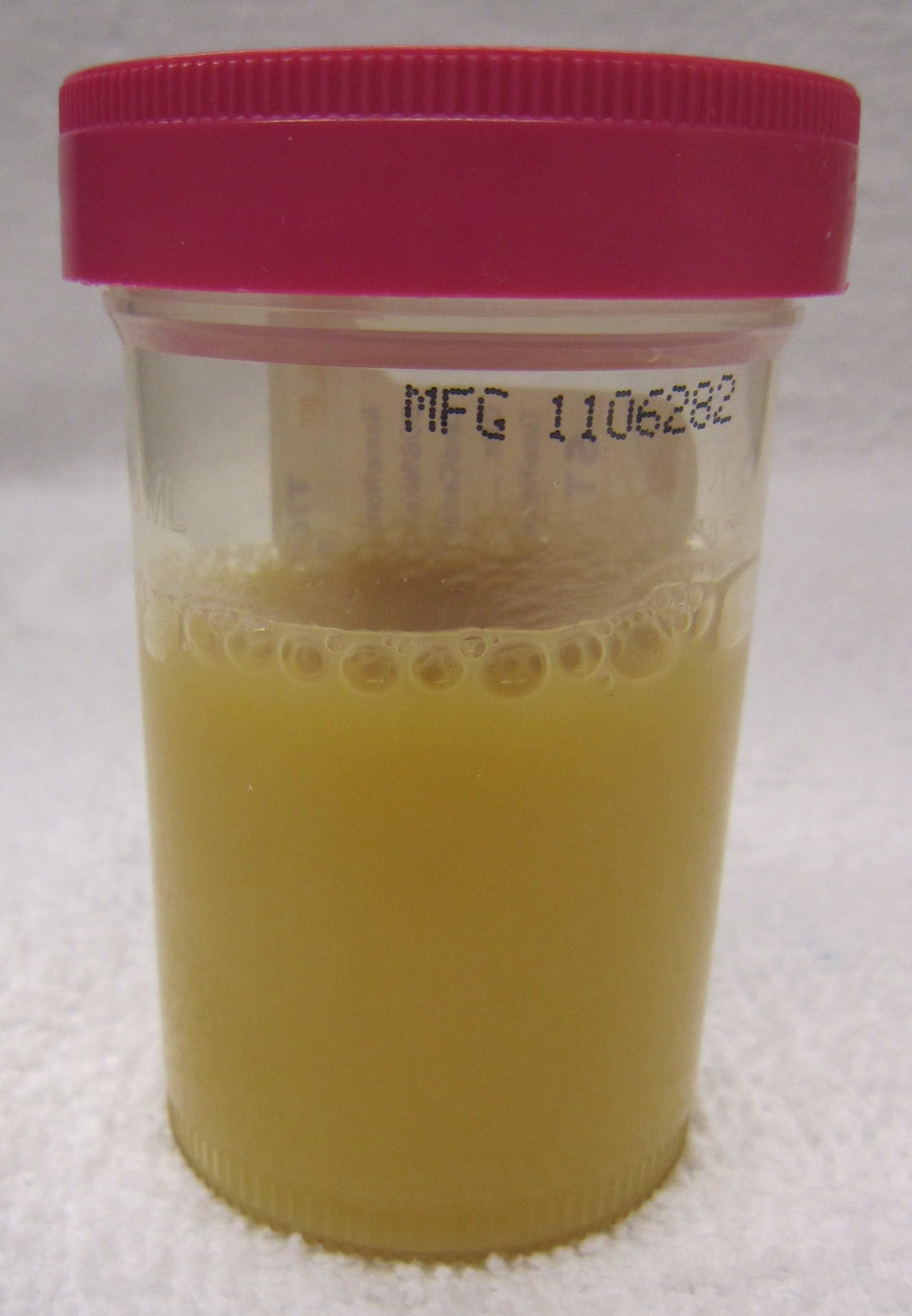
Moč může obsahovat hnis (stav známý jako pyurie); v tomto případě jde o osobu postiženou sepsí v důsledku infekce močových cest.

Infekce dolních močových cest je rovněž označována jako zánět močového měchýře. Nejběžnějšími symptomy jsou pálení při močení a časté močení (nebo nutkání k močení) bez vaginálního výtoku a závažnější bolesti. Tyto symptomy mohou být mírné až silné a u zdravých žen trvají v průměru šest dnů. Může se objevit bolest nad stydkou kostí nebo v oblasti beder. Lidé s infekcí horních močových cest, čili s pyelonefritidou, mohou kromě klasických symptomů infekce dolních močových cest trpět i bolestmi v boku, horečkou nebo nevolností a zvracením. Vzácně může moč obsahovat krev nebo vykazovat viditelnou pyurii (hnis v moči).

### U dětí
U dětí může být jediným symptomem infekce močových cest (IMC) horečka. Protože se neobjevují zjevnější symptomy, u dívek mladších dvou let nebo neobřezaných chlapců mladších jednoho roku se na doporučení mnoha lékařských asociací doporučuje při horečce provést rozbor moči. Kojenci mohou špatně přijímat potravu, zvracet, více spát nebo vykazovat příznaky žloutenky. U starších dětí může dojít k močové inkontinenci (ztrátě kontroly sevření močového měchýře).

### U starších osob
U starších osob symptomy infekce močových cest často chybí. Projevy mohou být vágní a jedinými zřejmými symptomy mohou být inkontinence a změny mentálního stavu nebo únava. U některých pacientů však může být lékařem jakožto jeden z prvních symptomů diagnostikována sepse, otrava krve. Diagnóza může být komplikována skutečností, že mnoho starších osob již trpí inkontinencí nebo demencí.

## Příčina
Bakterie E. coli je příčinou 80–85 % případů infekce močových cest; následována je bakterií Staphylococcus saprophyticus, jež onemocnění způsobuje v 5–10 % případů. Virové nebo plísňové infekce jsou vzácnější. Mezi další bakteriální příčiny nemoci patří bakterie rodů Klebsiella, Proteus, Pseudomonas a Enterobacter, ty však nejsou běžné a obvykle souvisejí s abnormalitami močových cest nebo s cévkováním. K infekcím močových cest zapříčiněným bakterií Staphylococcus aureus obvykle dochází v důsledku nákaz přenášených krví.

### Sex
U mladých sexuálně aktivních žen je sexuální aktivita příčinou 75–90 % případů zánětu močového měchýře, přičemž riziko zánětu souvisí s četností pohlavního styku. Projev častých IMC u čerstvě uzavřených manželství se používá výraz „líbánková cystitida“ či „nemoc svatební cesty“. U žen po menopauze sexuální aktivita riziko vzniku IMC neovlivňuje. Používání spermicidů naopak zvyšuje riziko IMC nezávisle na četnosti pohlavního styku.
Ženy jsou k IMC náchylnější než muži z toho důvodu, že mají mnohem kratší močovou trubici nacházející se blíže análního otvoru. S tím, jak se u žen s menopauzou snižuje hladina estrogenu, se riziko infekce močových cest zvyšuje také v důsledku ztráty ochranné vaginální flóry.

### Močové cévky
neboli urinální katetry, jsou používány k zajištění odtoku moče do sběrných nádob (sáčků).
Cévkování zvyšuje riziko infekce močových cest. Riziko bakteriurie (přítomnosti bakterií v moči) je mezi třemi až šesti procenty za den, přičemž profylaktická antibiotika podávaná za účelem snížení rizika symptomatické infekce nejsou účinná. Riziko související infekce lze snížit prováděním cévkování pouze v nezbytných případech, a to za použití aseptické metody zavádění a dbáním na to, aby byl odtok katetru udržován uzavřený a průchodný.

### Ostatní příčiny
Pro zánět močového měchýře mohou existovat rodinné predispozice. Mezi další rizikové faktory patří cukrovka, neobřezanost a zvětšená prostata. Komplikující faktory jsou neurčité a patří mezi ně predispoziční anatomické, funkční či metabolické abnormality. Komplikovaná IMC se léčí hůře a obvykle vyžaduje razantní vyhodnocení, léčbu i následnou péči. U dětí souvisejí IMC s vezikoureterálním refluxem (abnormální pohyb moči z močového měchýře do močovodu nebo ledvin) a se zácpou.
U osob s poraněním míchy existuje zvýšené riziko infekce močových cest částečně z důvodu chronického používání katetru a částečně z důvodu funkční poruchy vyprazdňování. To je nejběžnější příčinou infekce i hospitalizací u této populace. Rovněž se zdá, že užívání brusinkového džusu nebo doplňků stravy s brusinkami je při prevenci a léčbě u této skupiny nemocných neúčinné.

## Patogeneze
Bakterie způsobující infekci močových cest vstupují do močového měchýře typicky přes močovou trubici. K infekci však může dojít rovněž přenosem krví nebo lymfou. Má se za to, že bakterie se do močové trubice obvykle dostávají ze střev, přičemž toto riziko je u žen vyšší v důsledku jejich anatomie. Po proniknutí do močového měchýře jsou bakterie E. Coli schopny usadit se na stěně močového měchýře a vytvořit biofilm, který odolává imunitní odpovědi lidského těla.

## Prevence
Účinnost řady opatření s údajným vlivem na četnost IMC, mezi něž patří používání antikoncepčních pilulek nebo kondomů, močení bezprostředně po pohlavním styku, typ používaného spodního prádla, osobní hygiena po močení nebo defekaci či preference koupele nebo sprchování, zůstává nepotvrzena. Dostatek důkazů chybí i pro vliv zadržování močení, používání tampónů a provádění výplachů na frekvenci IMC.
Osobám, které trpí častými infekcemi močových cest a jako antikoncepci používají spermicidy nebo diafragmu, se doporučuje používat alternativní metody antikoncepce. Brusinky (ve formě džusu nebo kapslí) mohou snížit počet infekcí u těch, kteří jimi často trpí, problémem je však dlouhodobá tolerance a ve více než 30 % případů poruchy činnosti trávicí soustavy. Užívání dvakrát denně může přinést lepší výsledky než užívání jednou za den. Na základě situace z roku 2011 bude nutno provést další studie, aby bylo možné určit, zda jsou vaginální probiotika prospěšná či nikoliv. Používání kondomů bez spermicidu nebo užívání antikoncepčních pilulek riziko nekomplikované infekce močových cest nezvyšuje.

### Léky
U osob s opakujícími se infekcemi je účinné dlouhodobé každodenní podávání antibiotik. Mezi často používané léky patří nitrofurantoin a trimethoprim/sulfamethoxazol. Methenamin je dalším pro tento účel používaným přípravkem, jelikož v močovém měchýři, kde panuje nízká kyselost, vytváří formaldehyd, na nějž se nevytváří rezistence. V případech, kdy infekce souvisí s pohlavním stykem, může být užitečné následné podávání antibiotik. U žen po menopauze bylo zjištěno, že ke snížení recidivy přispívá podání místně aplikovaného vaginálního estrogenu. Oproti místně aplikovaným krémům není použití vaginálního estrogenu z pesarů tak účinné jako nízká dávka antibiotik. V roce 2011 byla ve fázi vývoje celá řada vakcín.

### U dětí
Důkazy o tom, že preventivní podávání antibiotik u dětí snižuje riziko infekce močových cest, jsou slabé. Opakující se IMC jsou však příčinou závažnějších problémů s ledvinami bez zásadních abnormalit pouze vzácně - u dospělých vedou k chronickému onemocnění ledvin v méně než jedné třetině procenta případů (0,33 %).

## Diagnóza

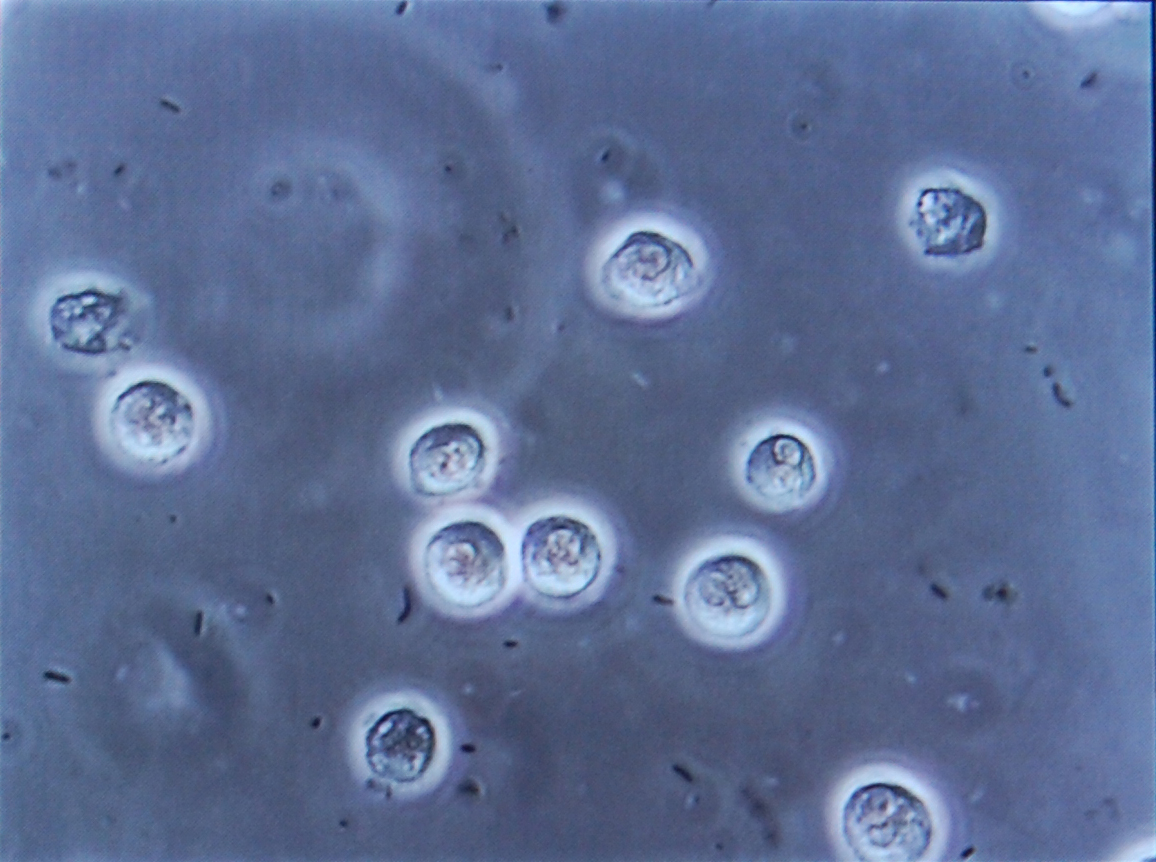
Bacily (tyčinkovité bakterie, zde černé, fazolovitého tvaru) mezi bílými krvinkami zobrazené při mikroskopickém rozboru moči. Tyto změny svědčí o infekci močových cest.

V nekomplikovaných případech může být diagnóza určena a léčba stanovena na základě samotných symptomů bez dalšího potvrzování laboratorními testy. V komplikovaných nebo sporných případech může být vhodné diagnózu potvrdit prostřednictvím rozboru moči, během nějž se pátrá po přítomnosti nitrátů, bílých krvinek (leukocytů) nebo leukocytové esterázy v moči. Další test, mikroskopický rozbor moči, pátrá po přítomnosti červených krvinek, bílých krvinek nebo bakterií. Mikrobiologické vyšetření moči je považováno za pozitivní, pokud odhalí kolonii bakterií čítající 103 kolonie tvořících jednotek (nebo více) organismů typicky se vyskytujících v močových cestách na jeden ml moči. Prostřednictvím tohoto vyšetření lze rovněž otestovat antibiotickou citlivost, což je vhodné pro volbu léčby antibiotiky. Stav žen s negativním výsledkem vyšetření je však stále možné zlepšit antibiotickou léčbou. U starších osob může být diagnóza na základě pouze vágních symptomů a bez spolehlivých testů na infekci močových cest poměrně obtížná.

### Klasifikace
Infekce močových cest může postihnout pouze dolní močové cesty (v takovém případě je známa jako zánět močového měchýře) nebo pouze horní močové cesty (tehdy hovoříme o pyelonefritidě). Pokud moč obsahuje významné množství bakterií, ale neprojevují se žádné symptomy, je stav označován jako asymptomatická bakteriurie. Pokud infekce postihne horní močové cesty a jedná se o osobu trpící cukrovkou, těhotnou ženu, muže nebo jedince se sníženou imunitou, považuje se infekce za komplikovanou. Pokud je jinak žena zdravá a před menopauzou, je onemocnění pokládáno za nekomplikované. V případech, kdy je infekce močových cest u dětí spojena s horečkou, je chápána jako infekce horních močových cest.

### U dětí
Pro stanovení diagnózy infekce močových cest u dětí je zapotřebí, aby vyšetření moči vykázalo pozitivní výsledek. Velmi častým problémem je kontaminace vzorku moči, jež závisí na použité metodě sběru; proto se pro vzorek středního proudu moči používá limit 105 kolonie tvořících jednotek (KTJ)/ml, pro vzorky získané pomocí katetru limit 104 KTJ/ml a pro suprapubickou aspiraci (vzorek je odebrán přímo z močového měchýře pomocí vpichu jehlou) pak limit 102 KTJ/ml. Používání „sběrných vaků na moč“ pro odběr vzorků není Světovou zdravotnickou organizací doporučováno v důsledku vysoké míry kontaminace při provádění vyšetření. U osob neschopných použít toaletu se preferuje cévkování. Některé organizace, například Americká akademie pediatrů, u všech dětí s infekcí močových cest mladších dvou let doporučují renální ultrazvukové vyšetření a mikční cytouretrogram (sledování močové trubice a močového měchýře v reálném čase při močení za pomoci rentgenu). Jelikož ale chybí účinný prostředek léčby zjištěných problémů, jiné instituce, například Národní institut klinické excelence , doporučují u dětí mladších šesti měsíců nebo u dětí s nezvyklými nálezy provést pouze rutinní vyšetření.

### Diferenciální diagnostika
U žen s cervicitidou (zánětem děložního hrdla) nebo s vaginitidou (zánětem poševní sliznice) a u mladých mužů se symptomy IMC může být příčinou infekce bakterie Chlamydia trachomatis nebo Neisseria gonorrhoeae. K vaginitidě může dojít rovněž v důsledku kvasinkové infekce. Intersticiální cystitidu (chronickou bolest močového měchýře) lze uvážit u osob, u kterých se opakovaně projevují symptomy IMC, jejichž vyšetření moči však zůstává negativní a stav se nezlepšuje ani po podání antibiotik. Prostatitidu (zánět prostaty) lze v rámci diferenciální diagnózy rovněž považovat za možnou.

## Léčba
Hlavním prostředkem léčby jsou antibiotikum. Během několika prvních dnů se společně s antibiotiky občas předepisuje fenazopyridin, který ulevuje pálení a nutkání k močení, jež zánět močového měchýře někdy doprovázejí. Běžně však není doporučován kvůli obavám o bezpečnost při užívání, zejména z hlediska zvýšeného rizika methemoglobinémie(abnormálně zvýšené úrovně methemoglobinu v krvi). Acetaminofen (paracetamol) lze užívat při horečkách.
Ženy s opakujícími se nekomplikovanými IMC mohou při výskytu symptomů zahájit samoléčbu a vyhledat lékařskou péči až poté, kdy se počáteční léčba ukáže jako neúčinná. Předpis na antibiotika lze lékárníkovi doručit i telefonicky.

### Nekomplikovaná infekce
Nekomplikované infekce lze diagnostikovat a léčit na základě samotných symptomů. Orálně podávaná antibiotika, jako například trimethoprim/sulfamethoxazol (TMP/SMX), cefalosporiny, nitrofurantoin nebo fluorochinolon podstatným způsobem zkracují dobu léčby a jsou srovnatelně účinné. Třídenní léčba trimethoprimem, TMP/SMX nebo fluorochinolonem je obvykle dostatečná, zatímco léčba nitrofurantoinem vyžaduje 5–7 dnů. Po zahájení léčby by se symptomy měly zlepšit do 36 hodin. Přibližně 50 % osob se bez jakékoli léčby vyléčí za několik dnů nebo týdnů. Americká společnost pro infekční onemocnění nedoporučuje fluorochinolony jako prvotní prostředek léčby kvůli obavám ze vzniku rezistence na tento druh léků. Navzdory tomu se u všech těchto léků určitá rezistence vytvořila, a to v důsledku jejich rozšířeného používání. V některých zemích je trimethoprim považován za ekvivalent TMP/SMX. U nekomplikovaných IMC u dětí se zlepšení dostavuje už po třech dnech podávání antibiotik.

### Pyelonefritida
Léčba pyelonefritidy probíhá razantněji než léčba prostého zánětu močového měchýře, a to buď prostřednictvím dlouhodobějšího užívání orálně podávaných antibiotik nebo prostřednictvím nitrožilně aplikovaných antibiotik. V oblastech, kde je rezistence nižší než 10 %, se obvykle používá orálně podávaný fluorochinolon ciprofloxacin.Pokud je lokální rezistence vyšší než 10 %, často se předepisuje dávka nitrožilně aplikovaného ceftriaxonu. U osob se silnými symptomy může být nezbytná hospitalizace a dlouhodobější podávání antibiotik. Pokud se symptomy v následujících dvou či třech dnech léčby nezlepší, je třeba uvažovat o možných komplikacích, například zablokování močových cest ledvinovým kamenem.

## Epidemiologie
Infekce močových cest jsou nejčastější bakteriální infekcí u žen. Dochází k nim nejčastěji mezi 16 a 35 lety věku ženy, přičemž každoročně touto chorobou trpí asi 10 % žen a v určitém okamžiku života ji prodělá přibližně 60 % žen. Běžně dochází k recidivám, přičemž téměř polovina osob prodělá druhou infekci v rozmezí jednoho roku. Infekce močových cest jsou u žen čtyřikrát častější než u mužů. Pyelonefritida je přibližně 20–30krát vzácnější. Tato onemocnění jsou nejběžnější příčinou nákaz souvisejících s hospitalizací - stojí za přibližně 40 % případů. Množství asymptomatických bakterií v moči se s věkem zvyšuje od dvou do sedmi procent u žen v produktivním věku až po 50 % u starších žen v pečovatelských domech. Množství asymptomatických bakterií v moči mužů starších 75 let se pohybuje v rozmezí 7-10 %.
Infekce močových cest může v dětství postihnout až 10 % populace. K infekci močových cest u dětí nejčastěji dochází u neobřezaných chlapců mladších tří měsíců a u dívek mladších jednoho roku. Odhady četnosti infekcí močových cest u dětí se však široce rozcházejí. Ve skupině dětí s horečkou ve věku od narození do dvou let je IMC diagnostikována u 2 až 20 % z nich.

## Společnost a kultura
Ve Spojených státech infekce močových cest každoročně vede k přibližně sedmi miliónům návštěv lékaře, miliónu návštěv lékařské pohotovosti a stovce tisíc případů hospitalizací. Náklady na léčbu těchto infekcí jsou značné jak z hlediska ztraceného pracovního času, tak z hlediska nákladů na lékařskou péči. Přímé roční náklady na léčbu se ve Spojených státech odhadují na přibližně 1,6 miliardy amerických dolarů.

## Historie
Infekce močových cest byly popisovány už ve starověku. První písemně zdokumentovaný popis je uveden v Ebersově papyru datovaném k roku 1550 před Kristem. Egypťany byla tato nemoc popsána jako „horkost sálající z močového měchýře“. Účinná léčba neexistovala až do vyvinutí a obecné dostupnosti antibiotik ve 30. letech 20. století, přičemž předtím byly doporučovanými prostředky léčby byliny, pouštění žilou a odpočinek.

## Během těhotenství
Infekce močových cest během těhotenství jsou důvodem k obavám v důsledku zvýšeného rizika infekce ledvin. Vysoká hladina progesteronu během těhotenství zvyšuje riziko poklesu svalového tonu močovodu a močového měchýře, což vede k větší pravděpodobnosti refluxu, kdy se moč vrací močovody zpět do ledvin. I když u těhotných žen není riziko asymptomatické bakteriurie vyšší, v případě výskytu bakteriurie existuje 25-40 % riziko infekce ledvin. Pokud tudíž vyšetření moči odhalí příznaky infekce i bez přítomnosti symptomů, doporučuje se léčba.Typicky je předepisován cefalexin nebo nitrofurantoin, jejichž užívání během těhotenství je obecně považováno za bezpečné. Infekce ledvin během těhotenství může vést k předčasnému porodu nebo k preeklampsii (vysokému krevnímu tlaku spojenému s dysfunkcí ledvin, která v těhotenství může vést k záchvatům).